# Dicliptera skutchii
Dicliptera skutchii är en akantusväxtart som beskrevs av Emery Clarence Leonard. Dicliptera skutchii ingår i släktet Dicliptera och familjen akantusväxter. Inga underarter finns listade i Catalogue of Life.